# Tilh
Tilh település Franciaországban, Landes megyében. Lakosainak száma 841 fő (2022. január 1.). Tilh Arsague, Castel-Sarrazin, Mouscardès, Ossages, Pomarez, Bonnut és Saint-Girons-en-Béarn községekkel határos.

## Népesség
A település népessége az elmúlt években az alábbi módon változott:
| Lakosok száma | 770  | 794  | 746  | 813  | 806  | 799  | 813  | 836  | 836  | 841  |
|               | 1968 | 1982 | 1990 | 2006 | 2013 | 2015 | 2017 | 2019 | 2020 | 2022 |